# Бондарчук, Сергей Васильевич
Сергей Васильевич Бондарчук (род. 31 октября 1971 года) — общественно-политический деятель, офицер СБУ, Герой Украины (2010).

## Биография
Родился 31 октября 1971 года.
1993 — окончил Киевское высшее общевойсковое училище имени М. Фрунзе.
1994 — окончил академию Службы Безопасности Украины.
2004 — окончил Киевский национальный университет имени Тараса Шевченко. Экономический факультет.
2015 — окончил Defense academy of the U.K. г. Лондон.
С 1993 по 1995 — офицер СБУ.
С 1995 по 2001 — топ-менеджер, владелец компании занимающейся энергетикой, ВПК. Занимал пост заместителя председателя совета концерна «Энергооборудование» харьковского бронетанкового «Завод им. Малышева».
С 2002 по 2005 — народный депутат Украины. Доверенное лица Виктора Ющенко. Участник Помаранчевой революции.
23 марта 2005 — года указом президента Украины В.Ющенко назначен генеральным директором Государственной компании по экспорту и импорту продукции и услуг военного и специального назначения «Укрспецэкспорт».
С августа 2008 по настоящее время — персона non grata в РФ. Выдана санкция на арест ФСБ по причине активного участия в укреплении обороноспособности Грузии в период Российской агрессии.
Уволен 10 июня 2010 года указом президента Украины Виктора Януковича.
2010 — президент благотворительного фонда «Новые традиции».
2010—2013 — член правления партии Виктора Ющенко «Наша Украина», инициатор роспуска. Причиной роспуска явился выявленный факт замен членов участковых комиссий и наблюдателей от партии «Наша Украина» в интересах «Партии Регионов», что дало возможность фальсифицировать выборы в парламент в 2012 году. В связи с выявленными фактами, прогрессивным крылом партии было принято решение о её публичном закрытии, а также о передаче печати, свидетельства и флага в «Музей Оранжевой Революции».
С 2012 по 2013 — организатор различных инициатив, направленных на укрепление евроинтеграционного вектора Украины: «Євронаступ», «Єврореферендум», «Круглий стіл заради європейського майбутнього», «Вільні люди».
8 декабря 2013 — Публично заявляет о том, что в случае, если не будет подписано соглашение об ассоциации с ЕС, в стране произойдёт Евромайдан. После начала Евромайдана, организация «Вільні люди» становится основой для 14-й и 15-й сотни самообороны. Становится автором формулировки «Євромайдан».
Май 2014 — вернулся на службу в СБУ, спецподразделение «Альфа».
Декабрь 2014 — был направлен в командировку на обучение в Великобританию. Обучение проходило до мая 2015 года в Академии обороны Великобритании.
В 2015 году обратился за политическим убежищем к властям Великобритании, в связи с политическим преследованием на Украине со стороны президента П.Порошенко.
2018 — получил политическое убежище в Великобритании в связи с признанием уголовного дела сфабрикованным Генеральной Прокуратурой Украины по указанию президента П.Порошенко. В этом же году Украине отказано в запросе на экстрадицию.
2019 — снят с розыска Интерпола. Уголовное дело признано политически мотивированным.

## Награды и звания
- Герой Украины (с вручением ордена Державы, 18.02.2010 — «за выдающиеся личные заслуги перед Украинским государством в развитии военно-технического сотрудничества, повышение международного авторитета Украины, многолетний плодотворный труд»)[3]. Звание выдано за помощь в укреплении обороноспособности Грузии в период Российской агрессии.
- Орден Вахтанга Горгасала I степени (Государственная награда Грузии. Орденом могут быть награждены иностранные граждане, проявившие храбрость и самопожертвование в борьбе за независимость и территориальную целостность Грузии. 5.11.2013 — «за особые заслуги перед народом и родиной, за оборону и самопожертвование»).